# Véronique Schiltz

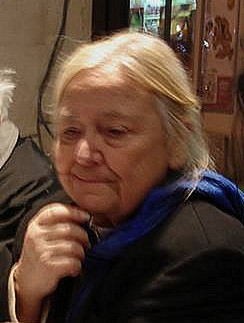
Véronique Schiltz, kurz vor ihrem Tod im Februar 2019

Véronique Schiltz (* 23. Dezember 1942 in Châteauroux; † 4. Februar 2019 in Paris) war eine französische Archäologin und Übersetzerin. Sie war Spezialistin für „Steppenkunst“, insbesondere die der Skythen, und konzentrierte sich auf die Geschichte und Kultur der Steppenvölker im ersten Jahrtausend vor und dem ersten Jahrtausend nach Christus.

## Leben
Véronique Schiltz, Tochter eines Schulleiters des Lycée Louis-le-Grand, besuchte die École normale supérieure, wo sie neben alten Sprachen auch Russisch studierte.
Schiltz erwarb 1964 die Agrégation de Lettres classiques, eine Lehrbefugnis für den Sekundarbereich. Sie unterrichtete von 1964 bis 1965 am Lycée des Pontonniers in Straßburg, danach zog sie nach Moskau, wo sie bis 1967 an der Staatlichen Universität Moskau französische Literatur und Kultur unterrichtete. Während ihres Aufenthalts in der Sowjetunion hatte Schiltz Zugang zu archäologischem und archivarischem Material, das zwischen dem Schwarzen Meer und der Grenze zur Mongolei gefunden wurde.
Von 1967 bis 2000 war sie in verschiedenen Positionen als Assistante, maître de conférences und Direktor der Section d’archéologie et d’histoire de l’art à la Faculté des Lettres et Sciences Humaines an der Universität der Franche-Comté in Besançon tätig, daneben 1981 bis 1987 als Chargée de cours an der Sorbonne.
1995 verteidigte sie ihre Doktorarbeit (Origines et évolution des formes traditionnelles de l'art des steppes dans l'Antiquité) an der École pratique des hautes études.
Das Forschungsgebiet von Schiltz waren die Nomadenkulturen der Steppe. Sie fasste die vielfältigen kulturellen Artefakte der Skythen zu einem kohärenten Paradigma zusammen. Sie zeigte, dass die Skythen zwar keine architektonischen oder literarischen Spuren hinterließen, ihre Bestattungsbräuche jedoch ihre Weltanschauung erhellten. Ihre Kunst umfasste nicht nur tierähnliche Figuren, sondern auch phantastische Chimären; ihre Grabhügel enthielten neben Keramik auch Waffen und Toilettenartikel. Die Ausdehnung der skythischen Welt von der Krim bis zum Jenissei-Flusstal – über fast 4000 km – zeigte eine Kulturgemeinschaft, sowohl räumlich als auch zeitlich. Schiltz konnte nachweisen, dass es sich bei den verschmolzenen Tierfiguren nicht um bloße Phantasiegebilde handelte, sondern um eine Verschlüsselung ihres Glaubens.
Schiltz kuratierte mehrere Ausstellungen zur Steppenkunst, darunter Or des Scythes im Grand Palais, Paris, 1975 und L'Or des cavaliers thraces im Palais de la Civilisation in Montreal, 1987. Im Jahr 2001 organisierte sie im Pariser Musée Cernuschi die Ausstellung L'or des Amazones mit Bronzen, Gold- und Silberschmiedearbeiten und Keramiken der Nomadenstämme des Don- und Asowbeckens.
In der Sowjetunion lernte Schiltz den russischen Dichter Joseph Brodsky kennen und wurde eine enge Freundin. Sie wurde zu einer Förderin seiner Werke in Frankreich und übersetzte mehrere seiner Bücher. Brodskys meditatives Gedicht Adieu, Mademoiselle Véronique ist an sie gerichtet.  Schiltz übersetzte weitere russische Autoren seiner Generation, darunter Natalja Jewgenjewna Gorbanewskaja.
Schiltz war als Übersetzerin für den Hörfunksender France Culture tätig und übersetzte wissenschaftliche und kunsthistorische Texte aus dem Russischen, die sie oft unter Pseudonymen veröffentlichte. So schrieb sie beispielsweise das Vorwort zu ihrer Übersetzung von Michail Allenow über die Kunst des 19. Jahrhunderts (L'art Russe, 1991) unter dem Namen Catherine Astroff, während der Haupttext unter ihrem eigenen Namen erschien. Ihre letzte Veröffentlichung waren die Kurzgeschichten von Grigori Gorin über Baron Münchhausen mit dem Titel The Very Truthful. Diese hatte sie schon viel früher übersetzt, aber erst wenige Tage vor ihrem Tod veröffentlicht.
1998 organisierte Schiltz in der Abbaye aux Dames in Caen eine Ausstellung über russische Avantgarde-Kunst aus dem Kunstmuseum Nukus.
Schiltz starb am 4. Februar 2019 in Paris. Am 14. Februar 2019 fand im „Anna Achmatowa Literatur- und Gedenkmuseum“ in Sankt Petersburg eine Gedenkfeier für sie statt.

## Ehrungen
- 2003: korrespondierendes Mitglied der Académie des Inscriptions et Belles-Lettres
- 2007: Ritter des Ordre national du Mérite
- 2010: Offizier der Ehrenlegion.
- 2011: ordentliches Mitglied der Académie des Inscriptions et Belles-Lettres
- 2016: Officier des Ordre national du Mérite
- Officier des Ordre des Palmes académiques

## Veröffentlichungen (Auswahl)
Eine vollständige Publikationsliste mit Stand 2008 befindet sich auf der Website Archéologie et Philologie d'Orient et d'Occident (AOROC) der Université PSL.
Wissenschaftliche Publikationen
- Histoires de kourganes. La redécouverte de l'or des Scythes (= Collection «Découvertes Gallimard/Archéologie». Band 130). Éditions Gallimard, Paris 1991, ISBN 2-07-053174-0.
- Les Scythes et les nomades des steppes, VIIIe siècle av. J.-C.- Ier siècle apr. J.-C (= L’univers des formes). Éditions Gallimard, Paris 1994, ISBN 2-07-011313-2.
  - deutsch: Die Skythen und andere Steppenvölker. 8. Jahrhundert v. Chr. bis 1. Jahrhundert n. Chr. (= Universum der Kunst. Band 39). C. H. Beck, München 1994, ISBN 3-406-37137-X.
  - italienisch: Sciti La civiltà delle steppe (= Grandi civiltà. Band 18). Rizzoli Corriere della Sera, Rom 2005.

Übersetzungen ins Französische
- Kazimir Malevich: De Cézanne au suprématisme: tous les traites parus de 1915 à 1922. Éditions L’Âge d’Homme, Lausanne 1974, ISBN 2-8251-0359-4.
- Joseph Brodsky: Poèmes. Éditions Gallimard, Paris 1987, ISBN 2-07-071254-0.
- Joseph Brodsky: Vertumne et autres poèmes. Éditions Gallimard, Paris 1993, ISBN 2-07-072824-2.
- Anna Akhmatova: Trois lettres. Le Lecteur Saint-Pétersbourg, 2003.
- Vasily Grossman: Carnets de guerre. De Moscou à Berlin, 1941-1945. Calmann-Lévy, Paris 2007, ISBN 978-2-7021-3766-6.